# Grete Mosheim
Grete Mosheim (8 de enero de 1905 – 29 de diciembre de 1986) fue una actriz teatral, cinematográfica y televisiva alemana, de origen judío. 

## Carrera
Su verdadero nombre era Margaret Mosheim, y nació en Berlín, Alemania. Su hermana fue Lori Lahner, actriz de breve carrera cinematográfica, pues actuó únicamente en el film "Summer Storm" en 1944.
Mosheim inició su carrera interpretativa a los 17 años de edad como miembro del Deutsches Theater de Berlín entre 1922 y 1931. Además, empezó a estudiar en la Escuela Dramática de Max Reinhardt bajo la dirección de Berthold Held a principios de 1922, junto a la actriz Marlene Dietrich, con la cual hizo amistad. 
A Mosheim le llegó su oportunidad cuando Max Reinhardt le hizo sustituir en la obra americana "The Speaking Ape" a la protagonista femenina, que estaba enferma. Mosheim aprendió el difícil papel con Albert Bassermann en solo 24 horas, convirtiéndose en una estrella de la noche a la mañana. Hasta 1933, cuando huyó a Londres tras el ascenso de Adolf Hitler al poder, fue una actriz preeminente del ambiente teatral berlinés. Actuó en una gran variedad de papeles, adaptándose tanto al drama como a la comedia. 
Tras intenso estudio, dominó el inglés hasta el punto de actuar en "Two Share a Dwelling" en Londres en 1934. Actuó nuevamente en el teatro en Alemania en 1952, pero no volvió al cine hasta su trabajo como la abuela en "Moritz, Dear Moritz" en 1978.
Mosheim también trabajó en el cine alemán, principalmente en películas mudas, la primera de ellas "Michael" en 1924. Hasta dejar Alemania en 1933, protagonizó muchos títulos de importancia, incluyendo "Dreyfus" (1930) y "Yorck" (1931).

## Vida  personal
Mosheim se casó dos veces, pero no tuvo hijos. Primero se casó con el actor Oscar Homolka en Berlín el 28 de junio de 1928, divorciándose la pareja en Londres en 1933, tras haber huido de Alemania. Su segunda boda fue con el industrial estadounidense Howard Gould en 1937. Este matrimonio también finalizó en divorcio diez años después.
Grete Mosheim falleció en Nueva York en 1986 a causa de un cáncer. Tenía 81 años de edad.

## Filmografía seleccionada
- Mikaël (Alemania 1924)
- Derby (Alemania 1926)
- Der Geiger von Florenz (Alemania 1926)
- Junges Blut (Alemania 1926)
- Die Siebzehnjährigen (Alemania 1928)
- Cyankali (Alemania 1930)
- Dreyfus (Alemania 1930)
- Yorck (Alemania 1931)
- Car of Dreams (Reino Unido 1935)
- Underground and Emigrants (Estados Unidos 1976)
- Moritz, lieber Moritz (Alemania 1978)